# Dendrophyllia cribrosa
Dendrophyllia cribrosa är en korallart som beskrevs av Milne Edwards och Jules Haime 1851. Dendrophyllia cribrosa ingår i släktet Dendrophyllia och familjen Dendrophylliidae. Inga underarter finns listade i Catalogue of Life.